# كريستينا أكيفا
كريستينا أكيفا (بالإنجليزية: Kristina Akheeva)‏ (من مواليد 1 نوفمبر 1986) ممثلة وعارضة أزياء وأسترالية. ظهرت لأول مرة في بوليوود مع فيلم ياملا باجلا ديوانا 2 ، يليه فيلم قلباتم الذي صدر في عام 2014. ظهرت لأول مرة سينما الكانادا مع اوبيندرا في يوبي 2

## الروابط الخارجية
- كريستينا أكيفا على موقع IMDb (الإنجليزية)
- كريستينا أكيفا على موقع قاعدة بيانات الفيلم (الإنجليزية)
- كريستينا أكيفا على موقع دليل عارضات الأزياء (الإنجليزية)